# Il rompiballe... rompe ancora
Il rompiballe... rompe ancora è un film francese di genere commedia poliziesca del 1971, diretto da Gérard Pirès. Venne distribuito in Italia nell'agosto del 1975 con tale titolo per cavalcare l'onda del successo del film Il rompiballe, diretto da Édouard Molinaro nel 1973, anche se non era il suo sequel.

## Soggetto
Romolo Navoni (Sagamore Noonan nell'edizione francese) vive da recluso in una fattoria in Alabama, sorvegliato da uno sceriffo che non gli dà tregua, ufficialmente conciatore di pelli ma in realtà distillatore clandestino di alcool. Riceve la visita di suo fratello Nando (Doc Noonan) e suo figlio Otello (Billy Noonan). Caroline, una giovane spogliarellista, e il suo compagno gangster arrivano a disturbare la loro pace poiché quest'ultimo, dopo aver compiuto un grosso colpo in diamanti, li ha nascosti nel bikini di Caroline. Per evitare la scoperta della distilleria (e dei preziosi), i due fratelli organizzano una festa di carnevale e diffondono la notizia della scomparsa della ragazza in una palude, salvo poi mostrarla agli avventori rivestita solamente di gioielli; ma a causa di un incidente, lo sceriffo scopre l'inghippo, e i due sono costretti a fuggire verso nuove avventure.

## Produzione
Tratto dal romanzo di Charles Williams Fantasia chez les ploucs (traducibile come Fantasia con i cialtroni), il film fu girato anche in Italia, nella provincia di Rieti. L'assistente regista era Aldo Lado, il capo squadra degli stuntmen era Rémy Julienne.

## Distribuzione
Dopo la prima distribuzione, il film venne rieditato anche con i titoli Il bikini di diamanti e Fantasia in campagna.